# 第36步兵師 (德國國防軍)
第36步兵師（德語：36. Infanterie-Division）是納粹德國國防軍陸軍的一個步兵師。該師於1936年10月組建，兵員來自凯撒斯劳滕。
該師於1939年動員，但只在德國西部防守待命，沒有參與入侵波蘭行動。1940年，該師參與入侵法國行動，同年11月予以摩托化，改編為第36摩托化步兵師（德語：36. Infanterie-Division (mot.)），並參與1941年6月巴巴羅薩行動。
此後三年，該師一直在東線作戰，期間去摩托化，番號回歸為第36步兵師。該師於1944年6月巴格拉基昂行動期間在博布鲁伊斯克被殲。
同年8月，該師重建，並改編為第36擲彈兵師（德語：36. Grenadier-Division）。該師在同年9月調往西線，一個月後改編為第36國民擲彈兵師（德語：36. Volksgrenadier-Division）。1944年9月15日之前引入了补充部队，其後该師被派往阿尔萨斯对抗盟军的进攻。
1945年5月，特劳恩施泰因和泰森多夫地区向美军投降並宣告解散。

## 指揮官
| 任期                        | 軍銜      | 姓名                |
| --------------------------- | --------- | ------------------- |
| 1939年9月1日-1940年10月25日 | 中将      | 乔治·林德曼         |
| 1940年10月25日-1941年10月   | 少将/中将 | 奥托·奥滕巴赫       |
| 1941年10月15日-1943年6月    | 中将      | 汉斯·戈尔尼克       |
| 1943年6月-8月1日            | 步兵上将  | 汉斯·戈尔尼克       |
| 1943年8月1日-10日           | 中将      | 鲁道夫·施泰格曼     |
| 1943年8月10日-9月20日       | 少将      | 戈特弗里德·弗罗利希 |
| 1943年9月20日-1944年1月1日  | 中将      | 鲁道夫·施泰格曼     |
| 1944年1月1日-17日           | 少将      | 霍斯特·卡吉恩       |
| 1944年1月17日-19日          | 中将      | 埃贡·冯·奈因多夫    |
| 1944年1月19日-7月1日        | 少将      | 亚历山大·康拉迪     |

## 戰鬥序列
| 1939年                   | 1943–1944     |
| ------------------------ | ------------- |
| 第70步兵团               | 第268组       |
| 第87步兵团               | 第87掷弹兵团  |
| 第118步兵团              | 第118掷弹兵团 |
| 第36炮兵团               | 炮兵团 268    |
| 第36反坦克團             | 第36装甲團    |
| 第36先锋营               |               |
| 步兵第36师补给部队司令员 |               |
| 第36侦察科               |               |
| 第36观察科               |               |
| 第36野战补给营           |               |

## 註腳
1. ↑  也稱
第36摩托化步兵師
第36步兵師
第36擲彈兵師
第36國民擲彈兵師
2. ↑  Mitcham（2007年）
3. ↑  Werner Haupt, Die deutschen Infanterie-Divisionen 1-50, Friedberg: Podzun-Pallas Verlag, ISBN 3-7909-0413-9 （德文）
4. ↑  Unsere Garnison Kaiserslautern. Zur Entstehung der 36. Division. 
 Nach Unterlagen von F. B. Friedel und aus dem Kameradschafts-Archiv., Alte Kameraden. Unabhängige Zeitschrift für junge und alte Soldaten., 24 (11): pp. 19–20, ISSN 0401-5436 （德文）
5. ↑  由团参谋、第488团和第499团组成